# Rhinogobius giurinus
Rhinogobius giurinus (лат.) — вид лучепёрых рыб из семейства Oxudercidae. 

## Описание
Распространены в солоноватых водах эстуариев и в пресных водах рек в Китае, Корее, Тайване, Японии и Вьетнаме. Морская, солоноватоводная, пресноводная субтропическая демерсальная рыба, достигает длины 8 см. Содержится в аквариумах. Рекомендуемые условия содержания: температура 15—25 °C, рН 6,5—7,5, жёсткость 8—20°. Рыба питается водными насекомыми, беспозвоночными, мелкой рыбой, зоопланктоном, фитопланктоном и детритом.

## Синонимы
В синонимику вида входят следующие биномены:
- Ctenegobius giurinus (Rutter, 1897)
- Ctenogobius giurinus (Rutter, 1897)
- Gobius giurinus Rutter, 1897
- Ctenogobius hadropterus Jordan & Snyder, 1901
- Rhinogobius hadropterus (Jordan & Snyder, 1901)